# La Faille (série télévisée)
Pour les articles homonymes, voir La Faille.
La Faille ou (The Wall en France), est une série télévisée policière québécoise de catégorie « thriller ». 
La série s'échelonne sur trois saisons et totalise en 25 épisodes d'environ 45 minutes. Les textes sont signés Frédéric Ouellet en collaboration avec Guillaume Vigneault pour la deuxième saison. Les deux premières saisons sont réalisées par Patrice Sauvé et la troisième par Daniel Roby.   
La production originale québécoise a été confiée à Dominique Veillet, de Pixcom, en collaboration avec Québecor Contenu, et mise en ligne entre le 12 décembre 2019 et le 9 novembre 2022 sur le Club Illico.
En France, la première saison a été doublée et diffusée sous le titre The Wall dès le 26 avril 2020 sur 13e rue.

## Synopsis

### Saison 1
L'histoire se déroule à Fermont, une petite ville minière située dans la région de la Côte-Nord du Québec, à la frontière du Labrador. On y fait référence à la structure appelée « Le Mur », le principal édifice de Fermont, regroupant la majorité des commerces et services de la ville, ainsi que plusieurs logements, abritant la moitié de la population de la ville.
Dans un décor hivernal et glacial du Grand-Nord québécois, on découvre le cadavre d'une femme dans les conduits de ventilation du « Mur ». Il est impossible d'identifier sur place le corps retrouvé, puisque la femme porte un masque chinois. Ce n'est que lors de l'autopsie que son identité sera révélée.
La sergente-détective Céline Trudeau (Isabel Richer) est alors dépêchée sur place pour mener l'enquête sur ce drame sordide. Elle est assistée par un des policiers de la place, Alex Théberge (Alexandre Landry).
Une fois rendue à Fermont, Céline rencontre, de façon inattendue, sa propre fille, Sophie (Maripier Morin), avec qui elle n'a pas eu de contact depuis quatre ans, à la suite d'un conflit entre la mère et la fille. Celle-ci avait fui la ville pour s'éloigner de sa mère et pour mettre son passé derrière elle en se créant une nouvelle vie dans ce village éloigné. Elle s'y installe avec un nouveau conjoint, Louis-Philippe Ricard (Jean-Philippe Perras), qui est le fils du propriétaire de la mine de Fermont, Jules Ricard (Marc Messier) et de la mairesse de la ville, Diane Tremblay-Ricard (Élise Guilbault).
L'enquête se poursuit alors que la sergente-détective se demande si ce meurtre a un lien avec le décès, dit « accidentel », à l'époque, d'un petit garçon de 9 ans, Grégoire, retrouvé mort asphyxié, 3 ans auparavant. S'ensuit une série d'autres meurtres et événements tout aussi étranges les uns que les autres, menant alors à plusieurs intrigues. Toute la ville est en émoi.
Tout au long de l'enquête, Céline tente de définir ce qui peut bien se passer dans la tête d'un tel tueur, afin d'en faire ressortir un profil psychologique pour mieux cibler les enjeux et tenter de prévenir d'autres drames.
Les autorités peinent à parler de la possibilité d'un « tueur en série », par crainte d'apeurer la population locale, et de nuire à la réputation de cette petite ville minière qui accueille plusieurs travailleurs occasionnels, dits les « fly-in fly-out », parce qu'ils partent et reviennent pour de courts séjours de travail répétitif.
Tout au long de ce polar, il sera très difficile de cerner un coupable, car plusieurs situations viennent brouiller les pistes et créer toutes sortes de rebondissements.
La Faille fait référence aux différentes failles des personnalités dans les relations humaines. L'histoire évoluera avec la découverte des différentes failles des personnages, tout au long des événements tout aussi intrigants les uns que les autres. L'aboutissement se réalisera en lien avec la faille principale et très intime des personnages de la mère et de la fille, avec une fin très inattendue.

### Saison 2
Dans une chambre du prestigieux hôtel Château Frontenac de Québec, on retrouve le cadavre d'un homme. Céline Trudeau est chargée de l'enquête et est secondée par Daphné Constant, une policière débutante très consciencieuse qui en arrache un peu avec l'attitude de sa supérieure.  Par ailleurs, Céline essaie de rebâtir les ponts avec sa fille, Sophie, et voit d'un mauvais œil que celle-ci ait repris contact avec son père, William. Lequel travaille maintenant comme lobbyiste environnemental.    
On découvre rapidement l'identité du défunt : Hubert Philippin, un ingénieur qui, quelques années auparavant, avait été tenu responsable de l'effondrement d'un viaduc ayant causé plusieurs morts. De son côté, Alex Théberge, le policier de Fermont, est de passage à Québec. Ne pouvant participer à l'enquête officielle aux côtés de Céline, il décide de faire ses propres investigations en se faisant engager comme employé de l'hôtel.

### Saison 3
Pour la première fois depuis plusieurs années, Céline revient dans la petite ville de l'Estrie où elle a grandi. Sa jeunesse a été marquée par une profonde amitié avec sa cousine Véronique, qui est morte assassinée. Crime qui n'a jamais été résolu.
C'est Léopold, oncle de Céline et père de Véronique, qui accueille la policière. Peu de temps après son arrivée, Céline découvre un squelette en dessous d'un arbre déraciné. Elle acquiert rapidement la conviction qu'il s'agit du corps de sa grand-mère, disparue il y a plus de soixante ans.  Une enquête est ouverte et est confié à Alexandre Théberge. Céline, de son côté, devient de plus en plus obsédée par la disparition de Véronique.

## Distribution
- Isabel Richer : Céline Trudeau, la sergente-détective chargée de l'enquête
- Alexandre Landry : Alexandre (Alex) Théberge, le policier qui seconde Céline
- Maripier Morin : Sophie Taylor, la fille de Céline et la conjointe de Louis-Philippe Ricard ; elle travaille à la Mine Ricard comme Responsable des Communications
- Jean-Philippe Perras : Louis-Philippe Ricard, le conjoint de Sophie et le fils de Jules Ricard et de Diane Tremblay-Ricard
- Marc Messier : Jules Ricard, le propriétaire de la mine – « Mine Ricard », le principal employeur de la ville, et conjoint de Diane, la mairesse
- Élise Guilbault : Diane Tremblay-Ricard, la mairesse du village
- Mélanie Langlais : Justine Fournier, la danseuse nue retrouvée morte (†)
- Catherine St-Laurent : Léa Valois, la barmaid, amie de Justine
- Normand Daoust : Claude Fournier, le père de Justine
- Dominique Quesnel : Dominique Fournier, la mère de Justine
- Marianne Fortier : Raphaëlle Fournier, la sœur de Justine et l'amie d'Anthony
- Denis Trudel : Robert Fournier, l'oncle et parrain de Justine, ingénieur à la mine (†)
- Patrick Hivon : Bruno Lamontagne, le père colérique et violent du petit garçon de 9 ans, (Grégoire (Greg) (†)) , et d'Anthony
- Éveline Gélinas : Nathalie St-Onge, l'ex-conjointe de Bruno Lamontagne et la mère d'Anthony et de Grégoire
- Noah Parker : Anthony Lamontagne, le fils de Bruno et de Nathalie St-Onge et frère de Grégoire
- Benoît Gouin : Jacques Larocque, le supérieur de Céline à la Sûreté du Québec (SQ)
- Alexa-Jeanne Dubé : Geneviève Bédard, agente de la SQ, analyste en scènes de crimes
- Xavier Huard : Alain Turgeon, agent de la SQ (†)
- Stéphane Jacques : le Lieutenant Marc Desautels de la SQ
- Simon Larouche : Drolet, agent de la SQ
- Mani Soleymanlou : Dave Bélanger, le propriétaire de la boutique informatique (†)
- David Savard : Martin Landry, le médecin légiste
- Shelby Jean-Baptiste : Fanette Jasmin, la journaliste
- Kim Despatis : Fabienne Dubé, l'ambulancière et la conjointe d'Alex (†)
- Kim Lavack : Jérôme, l'ambulancier, coéquipier de Fabienne (†)
- Monique Spaziani : Suzanne Desmarais, la mère de (Steven Desmarais (†)), la 3e victime
- Vincent Kim : Pao Beauchemin, l'amant de Diane Tremblay-Ricard, la mairesse
- Karl Gagné Côté : joue son propre rôle comme animateur-radio
- Brigitte Tremblay : Chantal Dufour
- Edouard Tremblay-Grenier : Félix, l'ami d'Anthony
- Charli Arcouette : Johanne Dugal, la sœur d'Alain Turgeon
- Andy et Zack Cusson : bébé William Ricard, l'enfant de Sophie et de Louis-Philippe
- Pascale Castillon : Madame Chénier, la skieuse
- Michael Damico et Lief Anderson : employés de la mine
- Diane Cormier-Vézina et Marc Primeau : clients du salon de coiffure
- Zoe Tremblay-Bianco : Émilie, l'éducatrice de la garderie
- Leila-Margaux Vaillancourt
- Kevin Pépin : le « fly-in fly-out » interrogé par Céline
- Mélanie May Taillon, Charlotte Poitras : danseuses
- Eva Tanoni : Romane
- Serge Bonin : policier, chambre Esther

## Production
Le 13 juillet 2020, la série est retirée du service à la suite des allégations d’inconduite sexuelle formulées par Safia Nolin contre Maripier Morin. À la suite de la pression du milieu artistique, qui qualifie cette décision d'injuste envers les divers artisans de la série, cette dernière est réintégrée au contenu Club Illico quelques jours plus tard. L'actrice sera également de retour pour la seconde saison prévue en 2021.

### Fiche technique
- Production : Pixcom Inc.
- Producteurs exécutifs : Nicola Marola, Charles Lafortune, Sylvie Desrochers, Jacquelin Bouchard
- Auteur : Frédéric Ouellet
- Réalisateur : Patrice Sauvé
- Classement : + de 13 ans / violence

### Tournage
Le tournage a eu lieu principalement à Fermont.
Des segments ont aussi été tournés à Saint-Zénon et à Terrebonne. Également, plusieurs scènes intérieures ont été tournées dans un centre commercial désaffecté de Saint-Hubert, le Complexe Cousineau.
Quelques scènes ont été filmés dans la Ville de Québec.
Plusieurs scènes panoramiques ont été effectuées par drone.

## Diffusion
Les épisodes des trois saisons sont diffusés sur le Club Illico de Vidéotron, depuis l'automne 2019. Une distribution internationale est prévue puisqu'une entente a déjà été conclue avec deux distributeurs internationaux, un allemand, l'autre de Toronto.
Une saison 2 était annoncée en décembre 2019 pour une diffusion prévue fin 2021.
Une saison 3 était confirmée en juillet 2021 pour une diffusion en 2022. Tournée à l'automne 2021 en Estrie, la saison 3 est diffusée à partir du 9 novembre 2022 sur Club Illico. Il s'agit de la dernière saison.
En France, les 8 épisodes de la saison 3 sont diffusés, toujours sous le titre The Wall, à partir du 2 avril 2023 sur 13ème Rue.

## Épisodes

### Première saison (2019)
1. Accidents
2. Les Proches
3. Premiers soins
4. À l'écoute
5. Panne
6. À l'écoute (2e partie)
7. Les Chinois
8. C'est Noël

### Deuxième saison (2021)
1. Félix
2. Philippin
3. Samuel
4. Nathan
5. Chamfort et fils
6. Orient-Express?
7. Latitude, longitude
8. L'Amant
9. Le Béton

### Troisième saison (2022)
1. Marie-Thérèse
2. Véronique
3. La Grotte
4. The Naked Monk
5. Le Songe d'une nuit d'été
6. Émile
7. À la fenêtre
8. Lady Macbeth